# Kunhuta z Vohburgu
Kunhuta z Vohburgu († 22. listopadu 1184, klášter Admont) byla štýrská markraběnka a regentka.

## Život
Narodila se jako dcera Děpolta z Vohburgu. Před rokem 1146 byla provdána za štýrského markraběte Otakara III. Roku 1163 mu porodila vytouženého dědice, za což Otakar jako poděkování založil augustiniánský klášter Vorau. O rok později Kunhuta nečekaně ovdověla, když na cestě do Svaté země zemřel. Ročního následníka zastupovala regentská vláda v čele s Kunhutou až do roku 1175, kdy pravděpodobně osobně převzal vládu. Závěr života Kunhuta strávila v klášterním ústraní v Admontu, kde také na podzim 1184 zemřela.